# Nocardiaceae
Nocardiaceae is een familie van aerobe bacteriën behorende tot de straalzwammen.